# Marmo occhiadino
Il marmo occhiadino è una varietà di calcare rinvenibile entro una formazione del Triassico superiore (Carnico), il Calcare metallifero bergamasco. In Val Camonica questa formazione è caratterizzata da affioramenti dello spessore massimo di 80 metri.

## Descrizione
Generalmente il termine "occhiadino" si applica agli gneiss; in questo caso il termine fa probabilmente riferimento all’aspetto superficiale del litotipo.
In Val Camonica le cave erano localizzate alle pendici della Concarena, dove prendeva il nome di marmo di Dò (Dò è il nome in dialetto camuno di Ono San Pietro).
Altre cave erano note a Varenna, erano così descritte da Lanzani:
(Estore Lanzani, 1846)
È stato usato nel XVIII secolo soprattutto nella costruzione di luoghi di culto. Attualmente non è nota la localizzazione esatta delle cave storiche.